# Радович, Филип
Филип Радович (черног. Filip Radović; род. 8 июля 2000 года, Цетине, Черногория) — черногорский паралимпийский игрок в настольный теннис. Бронзовый призёр летних Паралимпийских игр 2020 и летних Паралимпийских игр 2024. Первый спортсмен в истории Черногории, завоевавший медаль на Паралимпиаде.

## Биография
Принял участие на летних Паралимпийских играх 2020 в Токио в индивидуальном (класс 10) и командном (классы 9-10) турнирах. В индивидуальном турнире в группе занял первое место победив китайца Лянь Хао, австралийца Джоэла Кофлана и нигерийца Алаби Олуфеми. В четвертьфинале победил австрийца Кристиана Гардоса, в полуфинале проиграл поляку Патрику Чойновскому и завоевал «бронзу» игр. Эта медаль стала первой в истории участия черногорских спортсменов на Паралимпиадах. В командном турнире участвовал в паре с Лукой Бакичем, черногорцы проиграли в четвертьфинале нигерийцам Таджудину Агунбиаде и Алаби Олуфеми и выбыли из турнира.
На летних Паралимпийских играх 2024 в Париже участвовал только в индивидуальном турнире (класс 10). В четвертьфинале победил чилийца Мануэля Эчавегурена, в полуфинале вновь проиграл поляку Патрику Чойновскому и стал двукратным бронзовым призёром Паралимпийских игр.

## Основные спортивные результаты
| Год  | Турнир                          | Место проведения | Класс | Дисциплина       | Место |
| ---- | ------------------------------- | ---------------- | ----- | ---------------- | ----- |
| 2018 | Чемпионат мира                  | Лашко            | 10    | Одиночный разряд | 5     |
| 2021 | Летние Паралимпийские игры 2020 | Токио            | 10    | Одиночный разряд | 3     |
| 2021 | Летние Паралимпийские игры 2020 | Токио            | 9—10  | Парный разряд    | 5     |
| 2022 | Чемпионат мира                  | Гранада          | 10    | Одиночный разряд | 5     |
| 2023 | Чемпионат Европы                | Шеффилд          | 10    | Одиночный разряд | 2     |
| 2024 | Летние Паралимпийские игры 2024 | Париж            | 10    | Одиночный разряд | 3     |